# Erinnyis alope
Erinnyis alope (Drury, 1773) è un lepidottero appartenente alla famiglia Sphingidae, diffuso in America Settentrionale, Centrale e Meridionale.

## Descrizione

### Adulto
A prima vista ricorda le specie appartenenti al genere Isognathus, rispetto alle quali è possibile distinguerla per la presenza di una doppia cresta toracica (che al contrario in Isognathus è singola), e per la parte superiore del capo che è molto scura, talvolta praticamente nera, così come il torace e la pagina superiore dell'ala anteriore. Tra le specie di Erinnyis, è la sola con la parte basale superiore dell'ala posteriore completamente gialla. I sessi sono simili.

La pagina inferiore dell'ala anteriore si mostra più chiara di quella superiore, quasi gialla nel margine posteriore; la pagina inferiore dell'ala posteriore è invece giallastra nella zona centrale, tendente al marroncino più scuro sia nel margine anteriore, sia nella zona del tornus.

L'addome è dorsalmente scuro, quasi nero, con una doppia linea subdorsale più chiara e cinque o sei bande trasversali più pallide lungo i fianchi. A livello ventrale risulta di un marroncino pallido, così come le zampe.

Nel genitale maschile, lo gnathos presenta lobi sottili e affusolati.

L'apertura alare va da 80 fino a 100 mm.

### Larva
Il bruco è verde, con due bande longitudinali gialline, che corrono in posizione subdorsale dal capo sino al cornetto caudale, che risulta giallastro nella metà superiore. Le pseudozampe mostrano piccole bande gialle.

Esiste pure una forma melanica, nella quale le pseudozampe e la parte dorsale tendono al verdone scuro, con striature nerastre.

### Pupa
Le crisalidi sono quasi nere, lucide, con un cremaster non molto sviluppato; si rinvengono entro bozzoli posti a scarsa profondità nella lettiera del sottobosco.

Localizzazione geografica dell'isola di Giamaica, locus typicus di Erinnyis alope alope

## Distribuzione e habitat
L'areale di questa specie è prevalentemente di tipo neotropicale, comprendendo l'Argentina settentrionale, la Bolivia, il Brasile settentrionale e orientale, la Costa Rica, l'Ecuador, le Galápagos (locus typicus per la sottospecie E. alope dispersa), la Giamaica (locus typicus di E. alope alope), Guadalupa, il Guatemala, Haiti, Martinica, il Messico nella sua interezza, il Perù, la Repubblica Dominicana, gli Stati Uniti meridionali (Arizona, Florida, Nuovo Messico, Texas) e l'Uruguay. Ci sono inoltre dati riguardo alla penetrazione di questo taxon nel nordest statunitense fino al Kansas, all'Arkansas e anche oltre.
L'habitat è rappresentato da foreste tropicali e sub-tropicali.

## Biologia

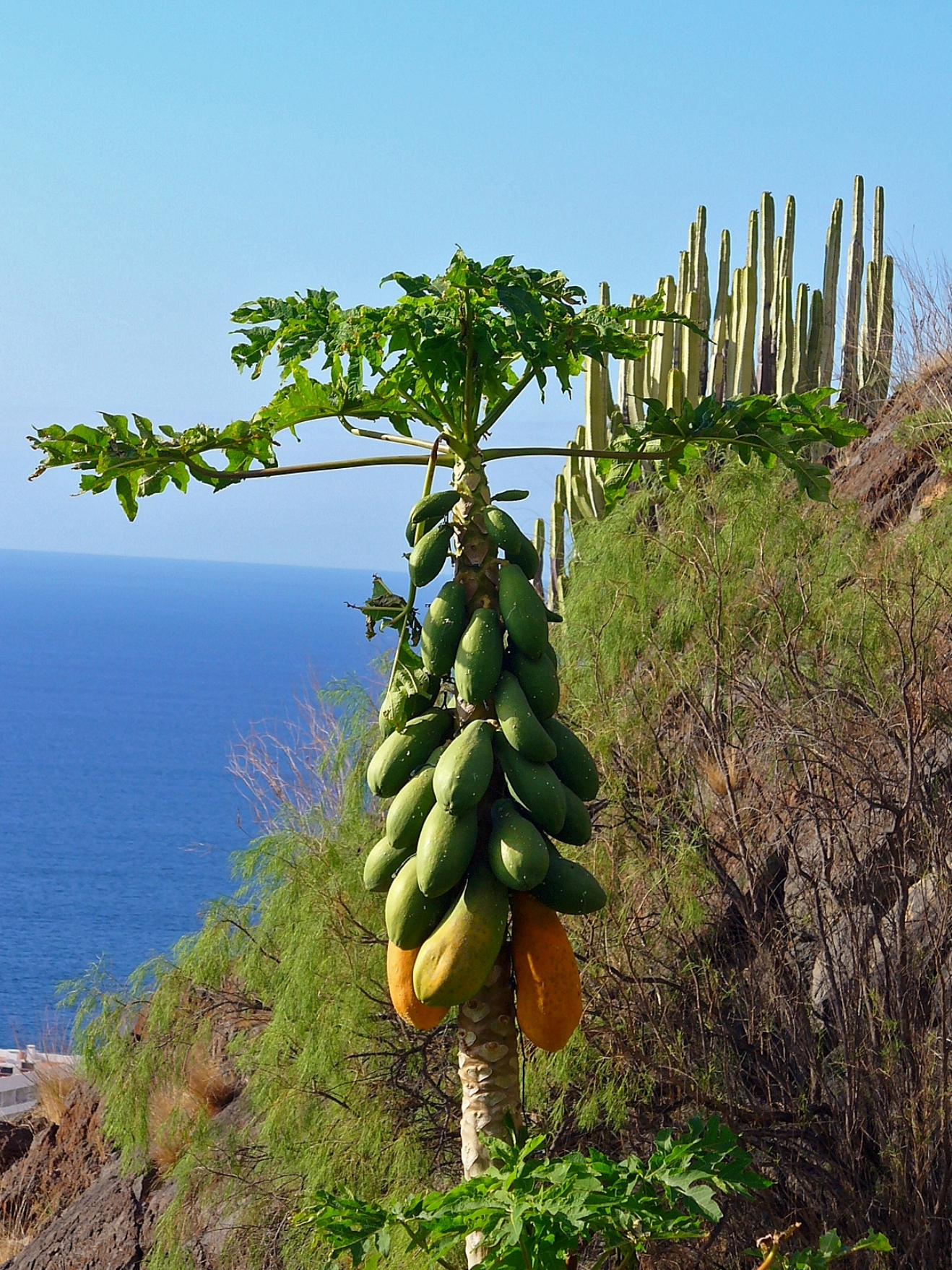
Carica papaya (Papaia)

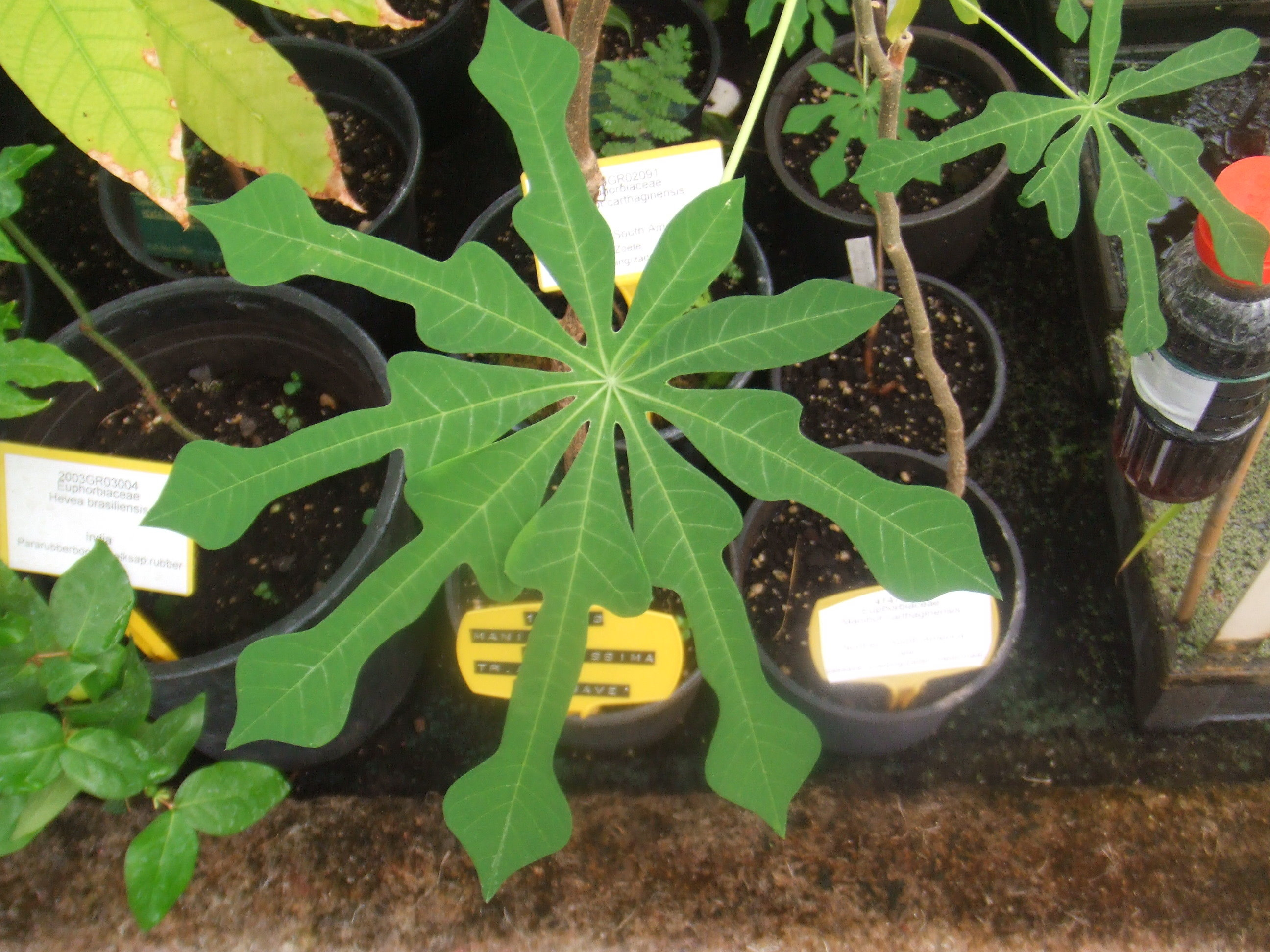
Foglia di Manihot esculenta (Manioca)

Durante l'accoppiamento, le femmine richiamano i maschi grazie ad un feromone rilasciato da una ghiandola, posta all'estremità addominale.

### Periodo di volo
Gli adulti di E. a. alope sono rinvenibili tutto l'anno nella fascia tropicale e nella Florida meridionale; quelli di E. a. dispersa volano da febbraio ad aprile, e a giugno.

### Alimentazione
Gli adulti suggono il nettare di fiori di Asystasia gangetica (L.) T.Anderson (Acanthaceae).
I bruchi attaccano le foglie di membri di diverse famiglie, tra cui:
- Allamanda spp. L. (Apocynaceae)
- Carica papaya L. (Papaia o Papaya) (Caricaceae)
- Jatropha spp. L. (Euphorbiaceae)
- Manihot esculenta Crantz (Cassava o Manioca) (Euphorbiaceae)

## Tassonomia

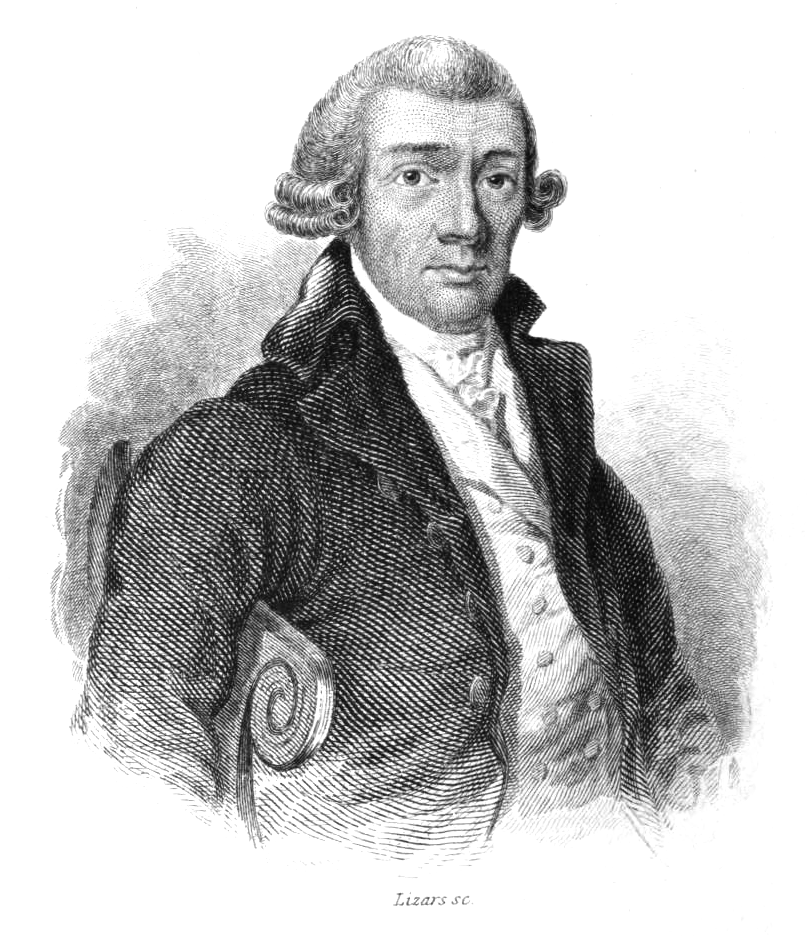
L'entomologo inglese Dru Drury, che per primo descrisse la specie nel 1773, classificandola come Sphinx alope

### Sottospecie
Al momento sono riconosciute due sottospecie:
- Erinnyis alope alope Drury, 1773 - Illust. nat. Hist. exot. Insects. 2: index [151] - Locus typicus: Giamaica[1][2][3][4][8]
- Erinnyis alope dispersa (Kernbach, 1962) - Opusc. zool.. 63: 9 - Locus typicus: Galápagos[2][5][6][7][8]

La sottospecie E. a. dispersa, ha un'apertura alare leggermente minore (da 80 a 98 mm), e nel genitale maschile, l'edeago presenta un numero maggiore di setae.

### Sinonimi
Sono stati riportati cinque sinonimi:
- Anceryx edwardsii Butler, 1881 - Papilio 1 (7): 105 - Locus typicus: Indian River, Florida (sinonimo eterotipico)[9]
- Erinnyis scyron Burmeister, 1878 (sinonimo eterotipico)
- Sphinx alope Drury, 1773 - Illust. nat. Hist. exot. Insects. 2: index [151] - Locus typicus: Giamaica (sinonimo omotipico)[1]
- Sphinx fasciata Swainson, 1823 - Zool. Illustr. (1) 3: pl. 150, (figura in basso) - Locus typicus: Giamaica? (sinonimo eterotipico)[10]
- Sphinx flavicans Goeze, 1780 - Ent. Beyträge 3 (2): 216 - Locus typicus: Giamaica (sinonimo eterotipico)[11]